# 쿄다 히사코
쿄다 히사코(일본어: 京田 尚子 きょうだ ひさこ[*], 1935년 2월 22일~)는 일본의 여성 성우 겸 배우이다. 도쿄부 출신이며, 도쿄배우생활협동조합 소속이다.

## 출연 작품

### 극장판 애니메이션
- 1984년 바람계곡의 나우시카 - 오바바 역